# 10. ročník udílení Zlatých glóbů
10. ročník udílení Zlatých glóbů se konal 26. února 1953 v hotelu Ambassador v Los Angeles. Asociace zahraničních novinářů v Hollywoodu vyhlásila nominace 4. února. Nejvíce jich obdržel western V pravé poledne, sedm; ze kterých proměnil ve Zlatý glóbus čtyři. Vůbec první nominaci zde získala Katharine Hepburnová, která byla na Zlatý glóbus navržena za svůj život celkem osmkrát, avšak nikdy žádný nezískala.

## Vítězové a nominovaní

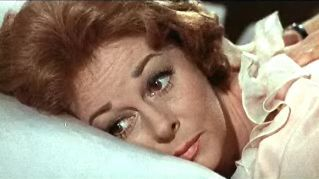
Nejlepší komediální herečka Susan Hayward

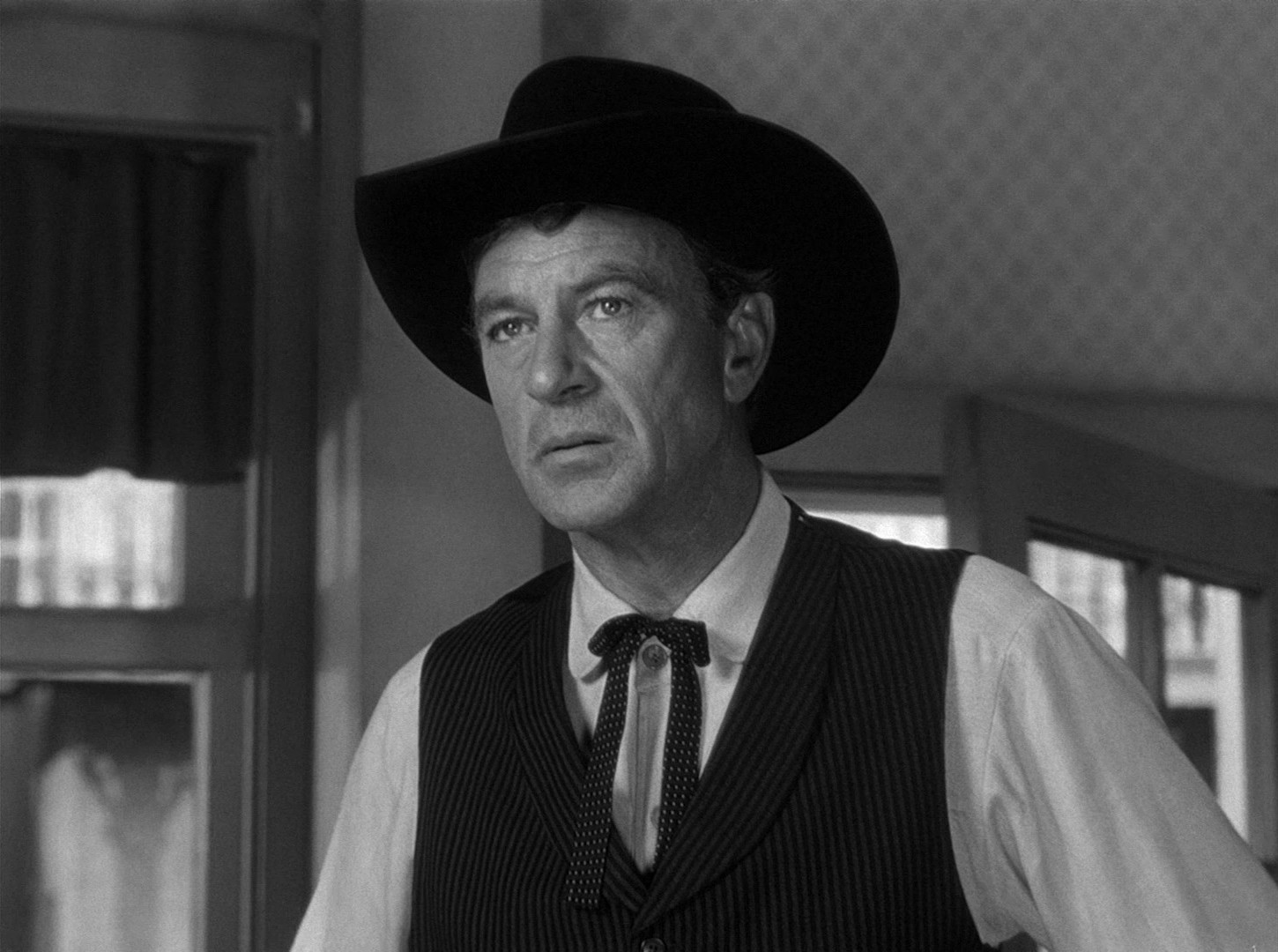
Nejlepší dramatický herec Gary Cooper

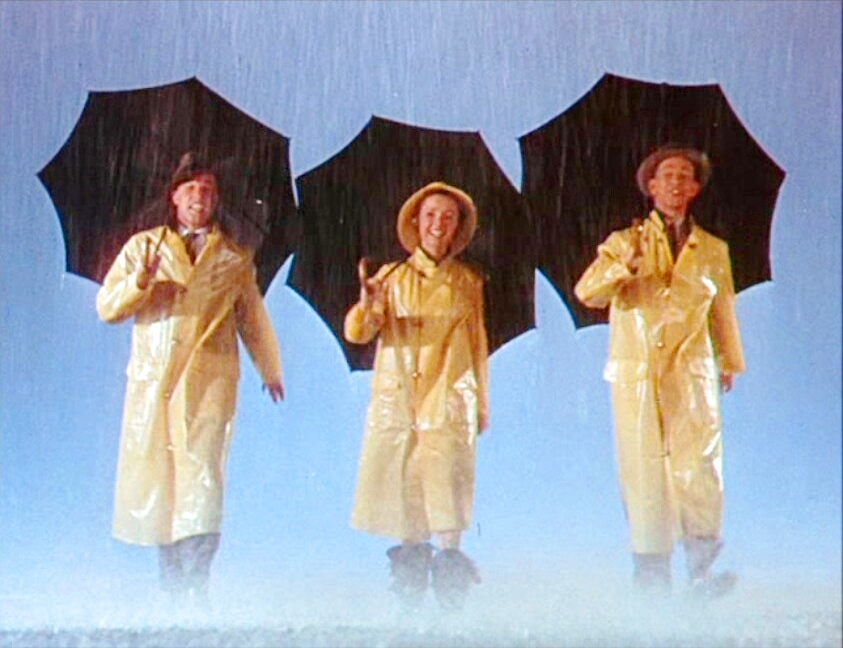
Oceněný Donald O'Connor v muzikálu Zpívání v dešti

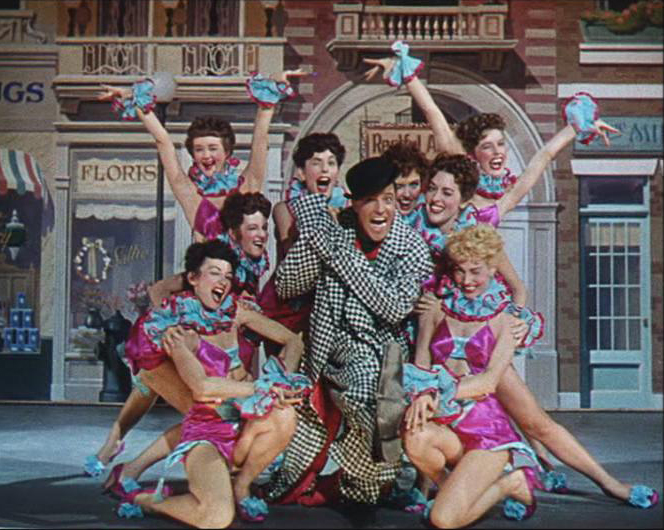
Slavný muzikál Zpívání v dešti

### Nejlepší film (drama)
Největší podívaná na světě – producent Cecil B. DeMille
- Vrať se, Sábinko – producent Hal B. Wallis
- V pravé poledne – producent Stanley Kramer
- The Happy Time – producent Stanley Kramer
- The Thief – producent Clarence Greene

### Nejlepší film (komedie / muzikál)
With a Song in My Heart – producent Lamar Trotti
- Hans Christian Andersen – producent Samuel Goldwyn
- Zpívání v dešti – producent Arthur Freed
- I'll See You in My Dreams – producent Louis F. Edelman
- Stars and Stripes Forever – producent Lamar Trotti

### Nejlepší režie
Cecil B. DeMille – Největší podívaná na světě
- John Ford – Tichý muž
- Richard Fleischer – The Happy Time

### Nejlepší herečka (drama)
Shirley Boothová – Vrať se, Sábinko
- Olivia de Havilland – Moje sestřenice Rachel
- Joan Crawfordová – Sudden Fear

### Nejlepší herečka (komedie / muzikál)
Susan Haywardová – With a Song in My Heart
- Katharine Hepburnová – Pat a Mike
- Ginger Rogersová – Monkey Business

### Nejlepší herec (drama)
Gary Cooper – V pravé poledne
- Charles Boyer – The Happy Time
- Ray Milland – The Thief

### Nejlepší herec (komedie / muzikál)
Donald O'Connor – Zpívání v dešti
- Danny Kaye – Hans Christian Andersen
- Clifton Webb – Stars and Stripes Forever

### Nejlepší herečka ve vedlejší roli
Katy Jurado – V pravé poledne
- Mildred Dunnock – Viva Zapata!
- Gloria Grahame – Město iluzí

### Nejlepší herec ve vedlejší roli
Millard Mitchell – My Six Convicts
- Gilbert Roland – Město iluzí
- Kurt Kasznar – The Happy Time

### Nejlepší scénář
Michael Wilson – 5 Fingers
- Carl Foreman – V pravé poledne
- Clarence Greene, Russell Rouse – The Thief

### Nejlepší hudba
Dimitri Tiomkin – V pravé poledne
- Miklos Rozsa – Ivanhoe
- Victor Young – Tichý muž

### Objev roku – herečka
Collette Marchand – Moulin Rouge
- Rita Gam – The Thief
- Katy Jurado – V pravé poledne

### Objev roku – herec
Richard Burton – Moje sestřenice Rachel
- Aldo Ray – Pat a Mike
- Robert Wagner – Stars and Stripes Forever

### Nejlepší kamera (černobílá)
Floyd Crosby – V pravé poledne
- Hal Mohr – The Four Poster
- Sam Leavitt – The Thief

### Nejlepší kamera (barevná)
George Barnes, J. Peverell Marley – Největší podívaná na světě

### Mladistvý herecký výkon
Brandon de Wilde – The Member Of the Wedding
- George Winslow – My Pal Gus
- Francis Kee Teller – Navajo

### Nejlepší film podporující porozumění mezi národy
Anything Can Happen – režie George Seaton
- Assignment: Paris – režie Robert Parrish
- Ivanhoe – režie Richard Thorpe

### Zvláštní cena(za vynikající mladistvý výkon)
Francis Kee Teller – Navajo

### Henrietta Award (Oblíbenci světového filmu)
Susan Haywardová

 John Wayne

### Cena Cecila B. DeMilla
Walt Disney
- Stanley Kramer
- Adolph Zukor